# ロマン・イゴレヴィチ (リャザン公)
ロマン・イゴレヴィチ（ロシア語: Роман Игоревич、? - 1217年7月20日）は、イーゴリ・グレボヴィチの子（母はアグラフェナ）である。リャザン公：1212年? - 1217年。

## 生涯
1207年、リャザン公国のグレプ、オレグ兄弟が、ウラジーミル大公フセヴォロドに弾劾した結果、ロマンの兄弟であるイングヴァリ(ru)とユーリー、またロマン・グレボヴィチ(ru)（本項のロマンとは別人で、グレプ・ロスチスラヴィチの子）、スヴャトスラフ・グレボヴィチ(ru)らのリャザン公国の公たちがウラジーミル大公フセヴォロドに捕縛された。同時に、ウラジーミル大公フセヴォロドはリャザン公国に属するプロンスク公国へ攻撃を加えた。ロマンはリャザンより出撃し、イジャスラフの守るプロンスク（なお、この攻撃に際してプロンスク公ミハイルはチェルニゴフへ脱出していた）へ救援に向かったが、オレグ（上記の弾劾を行った人物）の軍に敗れ、解放作戦は不首尾に終わった。ルーシの年代記（レートピシ）には、この戦いの後に、残りの公と公妃はウラジーミル（ウラジーミル大公国の首都）へ連行された、と記している。K.ルィジョフはロマンもまた連行されたと論じているが、L.ヴォイトヴィチはそのような言及は見られないと論じている。
1212年、ウラジーミル大公フセヴォロドの死後、次の大公位に就いたユーリーによって解放された。レオトピシは、同時に、リャザン公国の公らのうちで長兄であったロマン・グレボヴィチの死を記している。しかし、N.タチシシェフは、ロマン・グレボヴィチはウラジーミルで捕虜の身のまま1216年に死亡したのであり、この死が、リャザン公国における1217年の諸公会議(ru)（イサドィ諸公会議）開催の要因となったと論じている。また、K.ルィジョフ、L.ヴォイトヴィチの説によれば、本項のロマンは、他のリャザン公国の公たちが解放された後の1217年にリャザン公になったとされている。
1217年7月20日、ロマンはイサドィ諸公会議において、グレプ、コンスタンチン兄弟によって殺害された。子に関する記述は残されていない。